# Acholla ampliata
Acholla ampliata är en insektsart som beskrevs av Carl Stål 1872. Acholla ampliata ingår i släktet Acholla och familjen rovskinnbaggar. Inga underarter finns listade i Catalogue of Life.